# 上井覺兼
上井覺兼，戰國時代及安土桃山時代的武將。島津氏的家臣。
上井氏是諏訪氏支流。覺兼家族自祖父上井為秋（諏訪為秋）以來代代即為島津氏的家臣。

## 略歷
天文14年（1545年）出生，大隅國上井領主上井薰兼之子。
永祿2年（1559年）元服，仕於島津貴久。2年後初陣為進攻肝付兼續於廻城之籠城戰，後於進攻日向國及大隅時相當活躍。
貴久死後，成為義久的側近。天正元年（1573年）受命擔任申次役。天正4年（1576年）擔任老中，參與島津氏的政治事務。後於天正4年8月高原城攻略、天正6年（1578年）石ノ城攻略、耳川之戰均有參戰紀錄。天正8年（1580年）於日向國宮崎城擔任守備任務時，行政表現傑出，進而擔任日向地頭職務，實質支配日向一國。
天正15年（1587年）跟隨島津家久與豐臣秀長軍作戰，戰敗後與家久共同降伏。之後擔任伊集院地頭職務，並於該地隱居、病沒。依據『上井覺兼日記』及『伊勢守心得書』描述，覺兼常參與島津氏首腦的政策決定，并獲得很高的評價。